# Barbara Sadleder
Barbara Sadleder (Weyer, 17 giugno 1967) è un'ex sciatrice alpina austriaca.

## Biografia
Specialista delle prove veloci, la Sadleder in Coppa del Mondo conquistò il primo piazzamento il 14 marzo 1987 a Vail in discesa libera (14ª) e il primo podio il 7 dicembre 1991 a Santa Caterina Valfurva in supergigante (2ª); ai successivi Mondiali di Saalbach-Hinterglemm 1991, sua prima presenza iridata, si classificò 9ª nella discesa libera, mentre ai XVI Giochi olimpici invernali di Albertville 1992, sua unica presenza olimpica, fu 7ª nella discesa libera e 15ª nel supergigante.
Il 15 gennaio 1993 salì per la seconda e ultima volta sul podio in Coppa del Mondo, a Cortina d'Ampezzo in discesa libera (3ª); ai successivi Mondiali di Morioka 1993, sua ultima presenza iridata, si classificò 25ª nella discesa libera e 10ª nel supergigante. Prese per l'ultima volta il via in Coppa del Mondo il 9 marzo 1994 a Mammoth Mountain in supergigante (36ª), ultima gara della sua carriera.

## Palmarès

### Coppa del Mondo
- Miglior piazzamento in classifica generale: 20ª nel 1989
- 2 podi:
  - 1 secondo posto
  - 1 terzo posto

### Coppa Europa
- Miglior piazzamento in classifica generale: 6ª nel 1988
- Vincitrice della classifica di discesa libera nel 1988
- 4 vittorie[senza fonte]

#### Coppa Europa - vittorie
| Data | Località     | Paese   | Specialità |
| ---- | ------------ | ------- | ---------- |
| 1987 | Igls         | Austria | DH         |
| 1988 | Val di Zoldo | Italia  | DH         |
| 1988 | Val di Zoldo | Italia  | DH         |
| 1988 | Auron        | Francia | DH         |

Legenda:

DH = discesa libera

### Campionati austriaci
- 5 medaglie[1]:
  - 2 ori (supergigante nel 1992; supergigante nel 1993)
  - 2 argenti (discesa libera nel 1988; discesa libera nel 1990)
  - 1 bronzo (discesa libera nel 1991)